# روب فريزر
روب فريزر (بالإنجليزية: Rob Frazier)‏ هو مغني أمريكي، ولد في 31 أكتوبر 1953.

## وصلات خارجية
- الموقع الرسمي
- روب فريزر على موقع ميوزك برينز (الإنجليزية)
- روب فريزر على موقع ديسكوغز (الإنجليزية)